# 앤드리 브라우어
안드레이 브라워(Andre Braugher, 영어 발음: /ˈɑːndreɪ/, 1962년 7월 1일~2023년 12월 11일)는 미국의 배우이다.

## 출연 작품

### 영화
- 영광의 깃발 (1989)
- 침묵의 사형수 (1990, Somebody Has to Shoot the Picture)
- 스트라이킹 디스턴스 (1993)
- 웨스트 포인트 61 (1993, Class of '61)
- 무단 경고 (1993, Without Warning: Terror in the Towers)
- 터스키기 에어맨 (1995, The Tuskegee Airmen)
- 프라이멀 피어 (1996)
- 버스를 타라 (1996)
- 시티 오브 엔젤 (1998)
- 빅 샷 (1999, Thick as Thieves)
- It's the Rage (1999)
- 프리퀀시 (2000)
- 듀엣 (2000)
- 베터 웨이 투 다이 (2000, A Better Way to Die)
- Standing in the Shadows of Motown (2002) - 다큐멘터리
- 솔저스 걸 (2003)
- 포세이돈 (2006)
- 판타스틱 4: 실버 서퍼의 위협 (2007)
- 미스트 (2007)
- Live! (2007)
- 패신저스 (2008)
- 슈퍼맨/배트맨: 아포칼립스 (2010) - 애니메이션
- 솔트 (2010)
- 베이타운 디스코 (2012)
- Emily & Tim (2015)
- The Pleasures of Being Out of Step (2013) - 다큐멘터리

### 텔레비전
- American Experience (2003, 2012-13) - 다큐멘터리 시리즈 해설, 에밋 틸 피살 사건 포함
- 공포의 별장 (2004)
- 도둑 (2006)
- 안드로메다의 위기 (2008)
- 멘 오브 어 서튼 에이지 (2009-11, Men of a Certain Age)
- 하우스 (2009-12)
- 라스트 리조트 (2012-13)
- 브루클린 나인-나인 (2013-21)